# جوهر سالم
جوهر سالم (30 مايو 1931 - 12 يوليو 1984)، ممثل كويتي. شارك في العديد من المسلسلات والمسرحيات.

## حياته ومسيرته
بدأ مشواره الفني في بداية الستينيات، وبالتحديد عام 1964، والتحق بفرقة المسرح العربي في بداية تأسيسها، وجسّد في تلك الحقبة الزمنية عدة أدوار كوميدية خالدة.
شارك جوهر سالم في الإذاعة والتلفزيون والمسرح، وحصل على العديد من الجوائز والدروع والميداليات، وتقلد مناصب إدارية في فرقة المسرح العربي، فقد انتخب عضواً في مجلس إدارة الفرقة وعمل مشرفًا للعلاقات العامة، فأميناً للصندوق، ومديراً داخلياً، ومشرفاً فنياً لفترات متتالية في حياته الفنية.

### الجوائز
حصل على عدة جوائز، أبرزها درع نجم المسرح من فرقة المسرح العربي عام 1977، وجائزة الوسام الذهبي لفرقة المسرح العربي، وجائزة الشيخ جابر الأحمد الصباح عام 1980 كأفضل ممثل مسرحي ثانٍ عن دوره في مسرحية «نورة»، وكانت من تأليف جاسم الزايد وإخراج فؤاد الشطي.

## أعماله

### مسرحياته
- فوضى 1972
- الكويت عام 2000
- 30 يوم حب
- قاضي الفريج
- القاضي راضي
- عالم غريب .. غريب
- نورة (مسرحية)
- الإمبراطور يبحث عن وظيفة
- عشاق حبيبة
- سلطان للبيع
- حط الطير وطار الطير
- من سبق لبق
- عائلة بوصعرورة
- عالم نساء ورجال
- علي جناح التبريزي
- دار
- عشت وشفت
- انسوا يا ناس
- السيف
- طبيب في الحب
- خروف نيام .. نام

والكثير من المسرحيات

### مسلسلاته
- بدر الزمان
- فتى الأحلام
- خالتي قماشة ظهر في مشهد صغير حينما قام بدور الأب لنسمة.
- طيور على الماء
- الجـوهـرة